# Edouard Zankavets
Edouard Kanstantsinavitch Zankavets - du biélorusse : Эдуард Канстанцінавіч Занкавец, parfois russifié en Edouard Konstantinovitch Zankovets - (né le 27 septembre 1969 à Minsk en République socialiste soviétique de Biélorussie) est un joueur professionnel biélorusse de hockey sur glace devenu entraîneur. Il évolue au poste d'attaquant.

## Biographie

### Carrière en club
Il a commencé sa carrière en 1986 avec le Dinamo Minsk dans le championnat d'URSS. Il a évolué en Russie, en Allemagne, Finlande et dans l'UHL. Il met un terme à sa carrière en 2002.

### Carrière internationale
Il représente la Biélorussie au niveau international. Il prend part aux Jeux olympiques de Nagano et Salt Lake City.

## Trophées et honneurs personnels
Biélorussie
- 1993 : nommé meilleur joueur.

## Statistiques

### En club
| Saison    | Équipe                 | Ligue         |    | Saison régulière | Saison régulière | Saison régulière | Saison régulière | Saison régulière |    | Séries éliminatoires | Séries éliminatoires | Séries éliminatoires | Séries éliminatoires | Séries éliminatoires |
| Saison    | Équipe                 | Ligue         | PJ | B                | A                | Pts              | Pun              | PJ               | B  | A                    | Pts                  | Pun                  |                      |                      |
| 1986-1987 | Dinamo Minsk           | Vyschaïa Liga | 2  | 0                | 1                | 1                | 0                |                  |    |                      |                      |                      |                      |                      |
| 1987-1988 | Dinamo Minsk           | Vyschaïa Liga | 52 | 10               | 7                | 17               | 12               |                  |    |                      |                      |                      |                      |                      |
| 1988-1989 | Dinamo Minsk           | URSS          | 24 | 4                | 4                | 8                | 6                |                  |    |                      |                      |                      |                      |                      |
| 1989-1990 | Dinamo Minsk           | URSS          | 42 | 7                | 3                | 10               | 23               |                  |    |                      |                      |                      |                      |                      |
| 1991-1992 | Dinamo Minsk           | Superliga     | 25 | 9                | 7                | 16               | 10               |                  |    |                      |                      |                      |                      |                      |
| 1992-1993 | Dinamo Minsk           | Superliga     | 42 | 16               | 8                | 24               | 61               |                  |    |                      |                      |                      |                      |                      |
| 1993-1994 | Tivali Minsk           | Superliga     | 36 | 4                | 11               | 15               | 22               |                  |    |                      |                      |                      |                      |                      |
| 1994-1995 | Avangard Omsk          | Superliga     | 49 | 5                | 9                | 14               | 41               | --               | -- | --                   | --                   | --                   |                      |                      |
| 1995-1996 | Avangard Omsk          | Superliga     | 35 | 3                | 4                | 7                | 12               |                  |    |                      |                      |                      |                      |                      |
| 1997-1998 | Weisswasser ES         | 1.bundesliga  | 42 | 24               | 27               | 51               | 57               |                  |    |                      |                      |                      |                      |                      |
| 1998-1999 | Weisswasser ES         | 1.bundesliga  | 51 | 29               | 23               | 52               | 45               |                  |    |                      |                      |                      |                      |                      |
| 1999-2000 | HIFK                   | SM-liiga      | 5  | 3                | 0                | 3                | 0                | --               | -- | --                   | --                   | --                   |                      |                      |
| 1999-2000 | SaiPa Lappeenranta     | SM-liiga      | 24 | 5                | 2                | 7                | 24               | --               | -- | --                   | --                   | --                   |                      |                      |
| 2000-2001 | IceHogs de Rockford    | UHL           | 27 | 7                | 5                | 12               | 4                | --               | -- | --                   | --                   | --                   |                      |                      |
| 2000-2001 | Sibir Novossibirsk     | Vyschaïa Liga | 11 | 1                | 4                | 5                | 6                |                  |    |                      |                      |                      |                      |                      |
| 2001-2002 | Torpedo Nijni Novgorod | Superliga     | 16 | 0                | 0                | 0                | 16               |                  |    |                      |                      |                      |                      |                      |
| 2001-2002 | Keramin Minsk          | Ekstraliga    | 2  | 0                | 0                | 0                | 0                |                  |    |                      |                      |                      |                      |                      |
| 2001-2002 | Keramin Minsk          | LHEE          | 7  | 2                | 0                | 2                | 6                |                  |    |                      |                      |                      |                      |                      |